# Stadion Miejski w Kleczewie
Stadion Miejski w Kleczewie (ul. Aleja 600-lecia 21, 62-540 Kleczew) – stadion piłkarski w Kleczewie, woj. wielkopolskie. Służy głównie jako stadion domowy Klubu Sportowego Sokół Kleczew, który od sezonu 2025/26 występuje w II lidze. Obiekt ma pojemność około 800 miejsc siedzących, brak oświetlenia boiska oraz murawę trawiastą o wymiarach 103 × 68 m. Stadion wyposażony jest w zaplecze sanitarno-sportowe (szatnie, natryski, toalety), co pozwala na organizację spotkań ligowych, turniejów młodzieżowych i imprez rekreacyjnych.

## Historia
Pierwsze boisko piłkarskie w Kleczewie powstało w latach powojennych i służyło lokalnym drużynom amatorskim. W 1982 roku utworzono Sokół Kleczew, który stopniowo rozwijał bazę sportową miasta. Obecny stadion miejski był modernizowany kilkukrotnie, aby spełniać wymogi kolejnych szczebli rozgrywek. Największy rozwój obiektu nastąpił po awansach klubu do III ligi w 1995 roku oraz do II ligi w 2025 roku.
W trakcie modernizacji w 2017 roku upamiętniono fakt, że obiekt znajduje się na terenie dawnego cmentarza żydowskiego. Ustawiono pamiątkowy kamień z tablicą informacyjną, podkreślającą lokalną historię i pamięć o społeczności żydowskiej Kleczewa.